# Клитный, Николай Гаврилович
Клитный Николай Гаврилович (19 июля 1929, Ленинград — 29 октября 2023, Севастополь) — советский морской офицер, вице-адмирал. Почетный председатель Совета ветеранов ВМС Украины в 2005-2014 годах.

## Биография
Родился 19 июля 1929 года в Ленинграде. Отец - Клитный Гавриил Михайлович, капитан 1-го ранга. Эвакуирован из блокадного Ленинграда. В 1943 году Николай Клитный поступил в Бакинское военно-морское подготовительное училище — специального закрытого учебного заведения Народного комиссариата ВМФ, в котором дети 7-10 классов осваивали военно-морское дело.

### Военная служба в ВМФ СССР
После окончания БВМПУ в 1946 году поступил в Высшее военно-морское училище имени Н. В. Фрунзе, которое окончил в 1950 году. Был назначен командиром минной группы минного заградителя «Урал» Кронштадтской военно-морской базы. Принимал участие в боевом тралении Финского залива Балтийского моря.
В мае 1951 года по личной просьбе был переведён служить на Тихоокеанский флот. Назначен командиром рулевой группы штурманской боевой части подводной лодки Камчатской военной флотилии. В дальнейшем проходил службу на подводных лодках ТОФ в должностях командира штурманской боевой части, помощника и старшего помощника командира корабля.
С 1955-го по 1957 год — слушатель Высших ордена Ленина специальных классов ВМФ в Ленинграде. После учёбы продолжил службу на Балтийском флоте в должностях старшего помощника командира и командира подводной лодки.
В 1964 — 1966 гг учился в Военно-морской академии (Ленинград), после окончания которой был назначен начальником штаба-заместителем командира бригады подводных лодок Тихоокеанского флота, а в 1968 году — командиром этой бригады.
С 1970-го по 1972 год — слушатель Военной академии Генерального штаба ВС СССР. После её окончания был назначен начальником штаба-первым заместителем командующего Камчатской военной флотилии Тихоокеанского флота.
С 1976-го по 1978 год — командир Совгаваньской ВМБ Тихоокеанского флота, а затем — командующий Камчатской военной флотилии. В конце октября 1978 года лично принимал участие в поисково-спасательной операции по спасению экипажа американского разведывательного самолёта Р-3С «Орион» (позывной AF-586). Тогда правительство США экстренно обратилось к Советскому Союзу с просьбой оказать помощь. В результате оперативных действий советских моряков было спасено 10 американских лётчиков.
С 1980-го по 1987 год проходил службу на Черноморском флоте в должностях заместителя командующего флотом, первого заместителя командующего ЧФ.
С апреля 1987 года по июль 1991-го — помощник представителя главного командования Объединённых вооруженных сил стран-участниц Варшавского договора по военно-морскому флоту в Народной Республике Болгарии.
В июле 1991 года вице-адмирал Клитный уволился в запас. За период службы неоднократно совершал боевые походы, выполнял интернациональные задачи в Арабской Республике Египет.

### В ВМС Украины
В 1993 году Николай Гаврилович был призван на военную службу советником командующего ВМС Украины.
После увольнения в отставку продолжил работу старшим научным сотрудником Научного центра ВМС ВС Украины. Принимал активное участие в разработке руководящих документов, регламентирующих боевую и повседневную деятельность ВМС Украины, в том числе документов для подготовки украинских подводников: «Курса подготовки подводных лодок», «Руководства по подготовке к борьбе за живучесть подводных лодок», «Руководства по ведению борьбы за живучесть подводных лодок».

### Общественная деятельность
В 2005 году Николай Гаврилович Клитный избран председателем совета Севастопольской городской общественной организации «Ветераны Военно-Морских Сил Вооруженных Сил Украины». С декабря 2008 года был её почетным председателем. Принимал активное участие в работе Севастопольского городского совета ветеранов Украины по укреплению и сплочению рядов ветеранов, правовой и социальной защиты пенсионеров, патриотическому воспитанию молодежи.
В мае 2011 года выступил инициатором создания «Фонда возрождения украинского флота», который он и возглавил. «Фонд» создан ветеранами ВМС для сбора средств на строительство корвета для Военно-Морских Сил Украины.
В 2014 году после присоединения Крыма к России принял российское гражданство. В 2019 году его с 90-летием торжественно поздравляли представители Правительства Севастополя.

## Награды
За усердие и многолетнюю службу награждён многими государственными наградами СССР и Украины, в том числе:
- орденом Октябрьской Революции,
- орденом Красной Звезды,
- орденом «За службу Родине в Вооруженных Силах СССР» III степени,
- орденом Богдана Хмельницкого III степени